# 宇山佳佑
宇山 佳祐(うやま けいすけ、1983年 - )は、日本の脚本家、小説家である。神奈川県出身。
2011年にフジテレビTWOで放映された少女マンガ原作の『スイッチガール!!』が脚本家としてのデビューとなり、2015年刊行の『ガールズ・ステップ』が小説も執筆依頼をうけるきっかけとなった。
2018年に集英社から刊行された『この恋は世界でいちばん美しい雨』が、文堂書店大賞・文芸書部門の「第13回(2019年度)文堂書店文芸書大賞」を受賞した。

## 作品

### 小説
- ガールズ・ステップ（2015年7月、集英社文庫）
- 桜のような僕の恋人（2017年2月、集英社文庫）
- 今夜、ロマンス劇場で（2017年12月、集英社文庫）
- 君にささやかな奇蹟を（2018年1月、角川文庫）
- この恋は世界でいちばん美しい雨（2018年11月、集英社）
- 恋に焦がれたブルー (2021年3月、集英社)[3]
- ひまわりは恋の形 (2022年3月、小学館)[4]
- いつか君が運命の人 THE CHAINSTORIES (2023年3月、集英社)
- 風読みの彼女(2025年4月、集英社)

### 脚本

#### テレビドラマ
- スイッチガール!! (2011年)
- 主に泣いてます (2012年)
- タガーリン (2013年)
- 信長協奏曲 (2014年)
- サマー・ストーカーズ・ブルース (2015年)
- それでも僕は君が好き (2015年)
- 世にも奇妙な物語 25周年記念!秋の2週連続SP (2015年)
  - 「ががばば」
  - 「幸せを運ぶ眼鏡」
  - 「嘘が生まれた日」
- 世にも奇妙な物語 '16春の特別編 (2016年)
  - 「クイズのおっさん」
- 世にも奇妙な物語 '16秋の特別編 (2016年)
  - 「貼られる!」[5]
- 緊Q不倫速報 (2016年)
- 世にも奇妙な物語 '18春の特別編 (2018年)
  - 「城後波駅」
- 絶対零度〜未然犯罪潜入捜査〜 (2018年、第8話)
- 家政夫のミタゾノ　第3シリーズ（2019年、第6話）
- 君が心をくれたから（2024年）[6]

#### 映画
- ガールズ・ステップ（2015年）- 原作のみ
- 信長協奏曲（2016年） - 西田征史、岡田道尚との共同脚本
- 今夜、ロマンス劇場で（2018年）
- 桜のような僕の恋人（2022年）- 原作のみ[7]